# Flughafen Uruapan

i8
i11
i13
Der Flughafen Uruapan (spanisch Aeropuerto Internacional de Uruapan, IATA-Code: UPN, ICAO-Code: MMPN) ist ein internationaler Flughafen bei der Großstadt Uruapan im Bundesstaat Michoacán im Westen Mexikos.

## Lage
Der Flughafen Uruapan liegt nur etwa 4 km südöstlich der Stadt Uruapan und etwa 300 km (Luftlinie) westlich von Mexiko-Stadt in einer Höhe von ca. 1603 m.

## Passagierzahlen
In den Jahren 2018 und 2019 wurden jeweils mehr als 160.000 Passagiere abgefertigt. Danach erfolgte ein deutlicher Rückgang wegen der COVID-19-Pandemie.